# زحل توپال
زحل توپال (به ترکی استانبولی: Zuhal Topal) (متولد ۲۳ سپتامبر ۱۹۷۶ در استانبول) مجری برنامه‌های تلویزیونی، آهنگساز و بازیگر سینما و تلویزیون ترکیه است. همسر وی کورهان سایقینر از خوانندگان ترکیه است.

## فعالیت‌ها
در سریال مادر سحرآمیزم (Sihirli Annem) در نقش دختری بنام «سوزان» ظاهر شد. در سریالی به نام سلنا (Selena) آنقدر بد بازی کرد که کارگردان سریال او را در اواسط فیلمبرداری کنار گذاشت. زحل توپال در زمینه آهنگسازی برنده چندین جایزه است. وی در در حال حاضر به مجری‌گری برنامه زنده و پربیننده ازدواج می‌پردازد که از کانال استار تی‌وی ترکیه به روی آنتن می‌رود. همچنین سریال خانواده بزرگ (Geniş Aile) با بازبگری زحل توپال در نقش شکوفه از کانال دی در حال پخش است.

### سریال‌ها
- خانواده بزرگ (Geniş Aile: Şukufe ۲۰۰۹)
- پاپاتیام (Papatyam: Konuk Oyuncu ۲۰۰۹)
- ترک طنز (Komedi Türk: Kendisi ۲۰۰۸)
- جوجه تیغی (Kirpi: Nergis ۲۰۰۸)
- سالهای از دست رفته (Kaybolan Yıllar: Yonca)
- محتاجم به تو (Tutkunum Sana: Suna ۲۰۰۶)
- سلنا (Selena: Fitnat ۲۰۰۶)
- طارق و دیگران (Tarık ve Diğerleri: Kehribar ۲۰۰۶)
- پدر شلوغم (Haylaz Babam ۲۰۰۵)
- عروسک و کودک (El Bebek Gül Bebek: Teyze ۲۰۰۵)
- مادر سحرآمیزم (Sihirli Annem: Suzan ۲۰۰۳)
- وضعیت خانه (Ev Hali: Mine ۲۰۰۲)
- لاهماجون و پیتزا (Lahmacun ve Pizza ۲۰۰۲)
- خانواده تخمه‌ای (Çekirdek Aile ۲۰۰۰)
- گل زهرآگین (Zehirli Çiçek ۲۰۰۰)
- پرستار (Dadı ۲۰۰۰)
- روحسار (Ruhsar ۱۹۹۷)
- مداد (Kurşun Kalem ۱۹۹۶)
- غربتی‌ها(Gurbetçiler ۱۹۹۶)
- پری سیاه (Kara Melek ۱۹۹۶)
- عشق نشست (Sevda Kondu: İlknur ۱۹۹۵)
- تاکسی چیچک (Çiçek Taksi ۱۹۹۵)
- عشق‌های پالاورا (Palavra Aşklar ۱۹۹۵)
- تابستانی‌ها (Yazlıkçılar ۱۹۹۳)

### فیلم‌ها
- دیوانه نشو (Deli Deli Olma: Figan ۲۰۰۹)
- جنایت جاده کاخ (Yol Palas Cinayeti: Sacide ۲۰۰۴)

### برنامه‌های تلویزیونی
- یرنامه ازدواج (Zuhal Topal'la İzdivaç :Star TV)
- مثل فیلم (Film Gibi: Show TV)
- برنامه ازدواج(zuhal topa`la izdivac :fox tv)

### مسابقه‌ها
- باید ترانه سرود (Şarkı Söylemek Lazım :2007)